# Biga de la Passió
La Biga de la Passió és una peça de la col·lecció permanent del Museu Nacional d'Art de Catalunya de la que no se sap el seu lloc de procedència. Podria haver format part d'un baldaquí (com les que subjectaven la taula del Baldaquí de Tost) o hauria pogut ser una biga travessera (com la de l'Absis de Toses).
Conté sis episodis de la Passió de Crist i la visita de les Maries al Sepulcre que al·ludeix a la Resurrecció. Un dels més destacats és el del Plany sobre el Crist difunt, gran exemple de la influència romana d'Orient que caracteritza una part de l'art del 1200.
La factura molt minuciosa i detallista assenyala que és obra d'un miniaturista, estretament relacionat amb la il·lustració del Liber feudorum maior (Arxiu de la Corona d'Aragó) i amb algun exemple de miniatura castellana.

## Història
Els baldaquins a més d'ornamentar l'altar tenien la funció simbòlica de diferenciar l'espai més sagrat del temple, aquest element podia tenir la forma de templet amb coberta i aquesta tipologia s'anomenava «teguria». Altra tipologia eren els baldaquins plans o anomenats «laquearia» que sobre dos bigues travesseres fixades a les parets de l'absis sostenien una taula pintada, com era el cas del Baldaquí de Tost o de l'Altar de Tavèrnoles. Tots dos tipus de baldaquins servien de vegades com a suport per a les cortines que cobrien l'altar en determinades liturgies. Totes les peces conservades són de corrent romà d'Orient anomenat «estil 1200» amb reminiscències romàniques.
Les bigues pel fet que presentin poca superfície per la seva pintura, acostumen a estar relacionades amb la il·luminació de manuscrits com és la Biga de la Passió. Normalment el motiu iconogràfic més habitual emprat d'aquests elements era la Maiestas Domini, però la Biga de la Passió té un cicle bastant inèdit en la producció pictòrica d'època romànica catalana. A la Biga de Sant Miquel de Cruïlles de final del segle xii, conservada al Mnac, s'ofereix també, una representació molt poc habitual, d'una processó de monjos.

## Autor

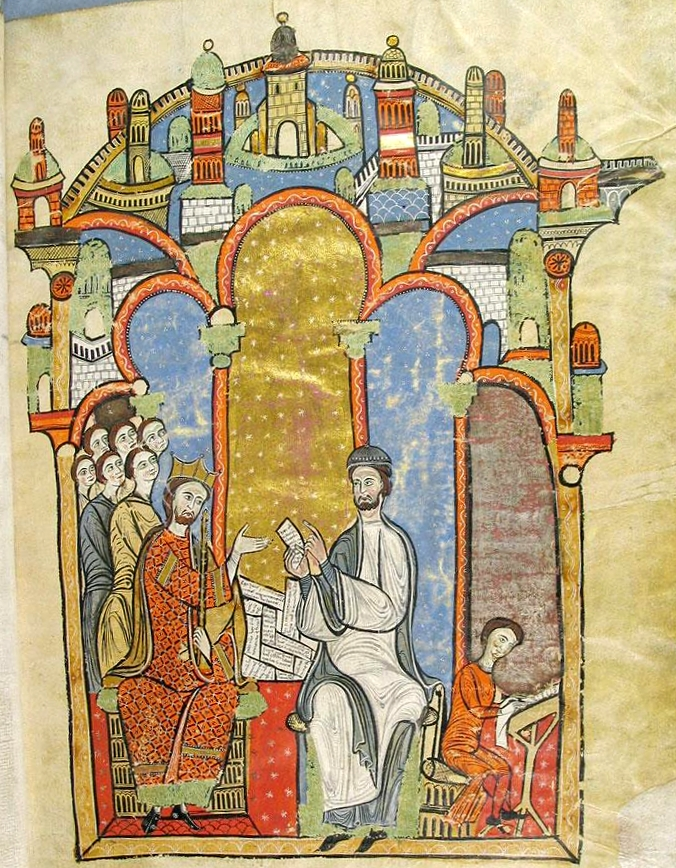
Una de les il·lustracions del Liber feudorum maior que representa al rei Alfons II d'Aragó el Cast i al compilador Ramon de Caldes (jurista).

Encara que l'autor és anònim, estudis realitzats han permès relacionar aquesta obra amb els cartularis Liber feudorum maior i el Liber Feudorum Ceritanae de l'Arxiu de la Corona d'Aragó. Per encàrrec del rei Alfons II d'Aragó el Cast, el jurista i degà de la catedral de Barcelona Ramon de Caldes ordenà el dipòsit documental dels comtes de Barcelona i rei d'Aragó. Entre el 1194 i el 1193 destrià els documents vàlids per als drets de la corona i els feu copiar en el Liber feudorum maior, compilant gairebé mil escriptures amb magnífiques miniatures, i va ser acabat l'encàrrec sota el regnat de Pere el Catòlic mort el 1213.
Les sèries dels cartularis van ser realitzades per diversos miniaturistes i entre elles les que més s'acosten a l'estil de la Biga de la Passió, segons Joan Ainaud de Lasarte, és la del primer foli del Liber feudorum maior que representa a Alfons II amb el jurista Ramon de Caldes, en la que a més a més de la modalitat presenta un colorit càlid molt semblant a la de la biga amb els colors grocs, vermells i taronges. Ainaud de Lasarte també relaciona, a més d'aquests cartularis, una còpia del Beat de Liébana del monestir de las Huelgas, datat el 1220, les il·lustracions del qual també tenen semblança amb les pintures de la biga.
L'autor conegut també com el Mestre de la Passió es creu va ser un miniaturista, segurament dirigia un taller amb un estil característic, que malgrat el rerefons de l'art romà d'Orient, de vegades, mostra la seva aproximació a obres angleses com el Saltiri de Huntingfield o la Biblia de Winchester, com també el seu coneixement d'obres nòrdiques i també dels murals del monestir de Santa Maria de Sixena.
La característica principal del mestre de la biga és la facilitat als canvis de la mida de les figures, que es copsa amb claredat en l'escala dels caps -més grans les de primer terme- estant això amb el que aconsegueix la profunditat de les escenes, una altra de les seves característiques és el tractament de les robes amb els plecs arrodonits per donar volum als personatges com les d'en Josep i sant Nicodem, a les vestidures de les dones, les túniques i mantells oculten els seus cabells i les formes corpòries. Les seves composicions demostren una ferma capacitat per a la narració dels episodis on el color és una de les parts principals.

## Tema iconogràfic

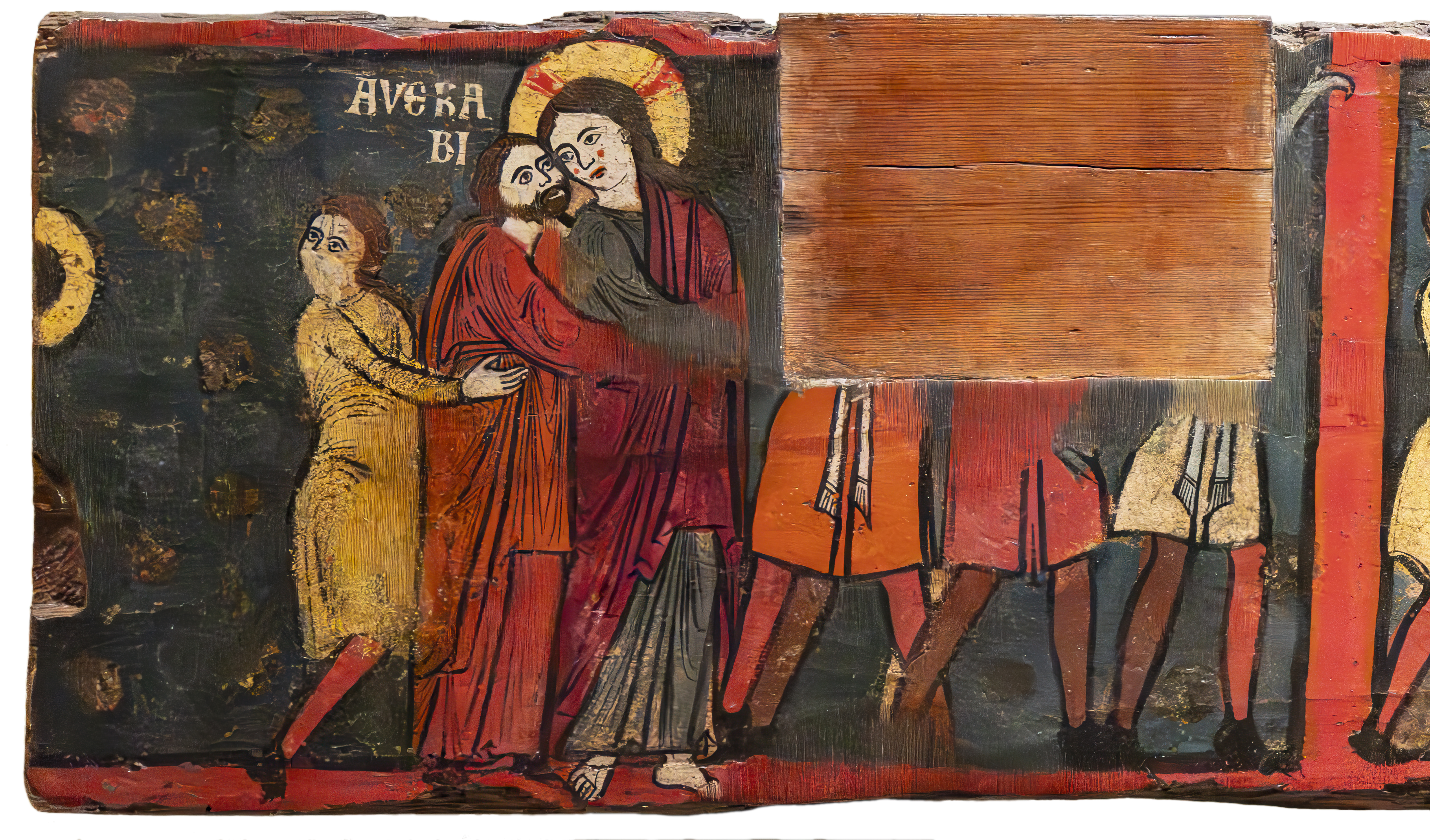
Escena primera de la Detenció de Crist, amb ancoratge.

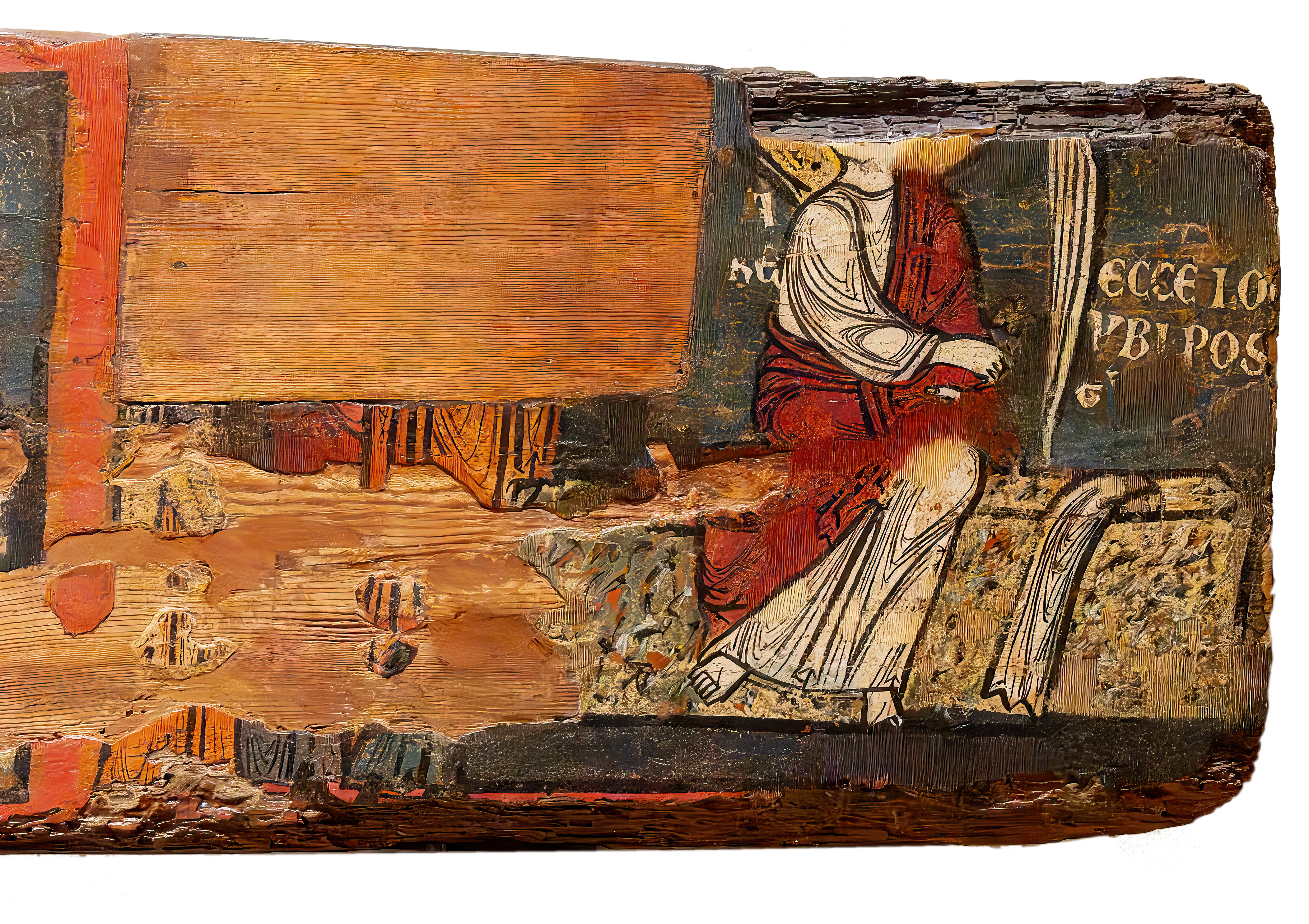
Escena darrere del Grup de les Tres Maries, també s'hi veu l'ancoratge.

El temari de la biga és la relació en sis escenes del cicle de la Passió de Crist i la setena que al·ludeix a la seva Resurrecció. Es presenten els episodis en ordre d'esquerra a dreta, només amb una separació realitzada mitjançant unes línies vermelles que emmarquen els diversos passatges. Les escenes de la Detenció, la Crucifixió i el Grup de les Maries estan danyades per ancoratges rectangulars per l'aplicació d'assemblatges per ésser tornada a utilitzar o per a un remodelatge del seu ús.
1. Detenció de Crist, amb la inscripció AVI RABI.
2. La flagel·lació, amb dos personatges fuetejant a Crist lligat a la columna davant la presència de Ponç Pilat.
3. Camí del Calvari, per damunt de Crist que carrega amb la creu, apareix la inscripció IUS.
4. La crucifixió, amb la inscripció de QUID AD NOS.
5. El davallament, Crist és baixat de la creu per dos personatges on s'assenyala el seu nom com NICODEMUS i IOSEP.
6. Plany sobre el Cris difunt, en aquest episodi la seva mare apareix al centre de l'escena i envoltada per altres personatges, amb la inscripció de MARIA.
7. Grup de les Maries davant el sepulcre buit, símbol de la Resurrecció amb la inscripció ECCE LO... UBI POS....
Els models iconogràfics es poden classificar dintre d'una influència romana d'Orient, que es demostra amb la presentació de Crist com un personatge de tipus hel·lenístic de jove imberbe, representat així també en algunes biblies italianes i en miniatures germàniques. Als seus botxins se'ls aprecia amb la pell fosca, un atribut que a l'art romà d'Orient s'atribueix a personatges de connotació negativa, a la biga es mostren així als que fuetegen a Crist a la columna, com també als que durant el camí del Calvari l'assenyalen amb actitud acusadora. A l'escena de la crucifixió la inscripció de QUID AD NOS sembla indicar la presència de jueus, ja que aquestes paraules de menyspreu apareixen a l'evangeli de sant Mateu (27,4) pronunciades pels sacerdots jueus, davant el penediment del traïdor Judes Iscariot.